# The Smugglers of Santa Cruz
The Smugglers of Santa Cruz é um curta-metragem de drama mudo produzido nos Estados Unidos e lançado em 1916.